# Batsingla
Batsingla (ou Batsengla) est un village du Cameroun situé dans le département de la Menoua et la Région de l'Ouest. C'est une chefferie Bamiléké du groupement Bafou.